# Parti de l'égalité et de la démocratie des peuples
Pour l’article homonyme, voir Parti de la gauche verte.
Le Parti de l'égalité et de la démocratie des peuples (turc : Halkların Eşitlik ve Demokrasi Partisi), ou Dem Parti est un parti politique turc fondé le 25 novembre 2012. Il est également anciennement nommé Parti de la gauche verte (turc : Yeşil Sol Parti, YSP) entre 2016 et 2023.
Son symbole est un arbre dont le tronc violet forme une figure humaine, la couronne est composée de feuilles vertes individuelles et le soleil jaune forme la tête de la figure humaine au milieu de la couronne,. Ses coprésidents sont Tülay Hatimoğulları Oruç et Tuncer Bakırhan.

## Histoire
Le YSP, anciennement appelé Parti des verts et de la gauche pour le futur (turc: Yeşiller ve Sol Gelecek Partisi), a été fondé le 25 novembre 2012 par la fusion du Parti de l'égalité et de la démocratie (en) et du Parti vert (en). Il se définit lui-même comme un parti vert avec des idées libérales de gauche.
En 2014, le parti a soutenu Selahattin Demirtaş comme candidat à la présidence lors de l'élection présidentielle turque de 2014. Il a également soutenu le Parti démocratique des peuples (HDP) lors des élections législatives de juin 2015.
Lors du deuxième congrès ordinaire du 2 avril 2016, le parti a changé de nom pour devenir le Parti de la gauche verte. Le logo actuel du parti résulte de la décision prise lors du deuxième congrès extraordinaire du 16 octobre 2022. Selahattin Demirtaş a ensuite proposé que, si le HDP était éventuellement interdit, tous les candidats du groupe parlementaire du HDP se présentent aux élections législatives de 2023 au nom du YSP.
Le 24 mars 2023, les partis membres du Congrès démocratique des peuples (HKP) et le Parti du mouvement ouvrier (EHP) annoncent se présenter aux élections législatives derrière la liste électorale du Parti de la gauche verte. L'objectif pour ces partis est d'abord de se donner un plus grand poids politique par l'union. Mais le but est surtout de se protéger des menaces d'interdiction de se présenter aux élections qui pèsent sur eux du fait de leurs liens supposés au Parti des travailleurs du Kurdistan (PKK). La Cour constitutionnelle turque devait en effet examiner le 11 avril 2023 une procédure d'interdiction du HDP, qui pourrait conduire a l’empêcher de se présenter aux élections ou même à le dissoudre.

## Résultats électoraux

### Élections législatives
| Année | %              | Voix           | Rang | Sièges   | Gouvernement        |
| ----- | -------------- | -------------- | ---- | -------- | ------------------- |
| 2018  | Au sein du HDP | Au sein du HDP |      | 0 / 600  | Extra-parlementaire |
| 2023  | 8,82           | 4 803 794      | 7e   | 61 / 600 | Opposition          |